# KBC Securities
KBC Securities este o casă de brokeraj, parte a grupului financiar belgian KBC Group NV, unul din cele mai mari grupuri financiare-bancare din Europa, listat la Euronext Bruxelles și la Luxembourg Stock Exchange.
KBC Securities are subsidiare în Germania, Republica Cehă (casa de brokeraj Patria Finance cu o cotă de 28% din piață), în Ungaria (K&H Equities cu o cotă de 14% din piața maghiară) și Polonia (prin preluarea activităților de brokeraj derulate de Kredyt Bank, subsidiara băncii KBC din Polonia).

## KBC Securities în România
Compania este prezentă și în România din anul 2007, când a preluat compania de brokeraj Swiss Capital.
Swiss Capital a fost înființată în anul 2002, după preluarea casei de brokeraj Sira Invest Bucharest de către un investitor elvețian.
În 2004, pachetul de 98,5% din acțiunile Swiss Capital a fost cumpărat de omul de afaceri Sorin Apostol.
În decembrie 2006, Swiss Capital era cea de-a doua casă de brokeraj ca mărime și al doilea mare acționar al Bursei de Valori București, cu o cotă de 1,8%.
Număr de angajați în 2008: 30
Cifra de afaceri în 2008: 2,4 milioane euro